# Mark Shuttleworth
Mark Shuttleworth (sinh ngày 18 tháng 9 năm 1973) là một người Nam Phi và là người Châu Phi đầu tiên du hành vào vũ trụ. Shuttleworth sáng lập ra Canonical Ltd. và là người tài trợ cho các dự án phân phối hệ điều hành Ubuntu. Hiện tại, ông đang sống tại London. Ông vừa là công dân của Nam Phi vừa là công dân của Anh Quốc.

## Tiểu sử
Sau khi theo học tại trường trung học Diocesan College, Mark Shuttleworth vào Đại học Cap và tốt nghiệp với 2 bằng về Kinh tế và Quản trị hệ thống thông tin.
Ông sáng lập Thawte năm 1995, một công ty chuyên về bảo mật Internet. Đến tháng 12 năm 1999 ông ta bán nó cho VeriSign với giá hơn 500 triệu đô vào thời đó. Sau đó, Shuttleworth lập HBD Venture Capital, công ty chuyên về đầu tư mạo hiểm, và thiết lập Quỹ Shuttleworth để tài trợ cho các dự án giáo dục ở Nam Phi.
Giữa thập niên 1990, ông tham gia vào việc phát triển hệ điều hành Debian. Đến năm 2004, ông quay trở lại thế giới mã nguồn mở bằng việc sáng lập ra Ubuntu, một bản phân phối Linux mới (với mục tiêu là phổ biến nó đến mọi người) thông qua công ty của ông ta là Canonical Ltd. Năm 2005, ông lập thêm quỹ Ubuntu Foundation với số tiền đầu tư ban đầu là 10 triệu đô la. Mục đích là trả công cho những nhà phát triển Ubuntu.
Ngày 15 tháng 10 năm 2006, Shuttleworth trở thành nhà bảo trợ đầu tiên của KDE, với mức đầu tư cao nhất chưa từng có.

## Bay vào không gian
Ngày 25 tháng 4 năm 2002, Shuttleworth trở nên nổi tiếng khắp thế giới khi làm hành khách du hành vào vũ trụ trên tên lửa Soyuz TM-34 của Nga (giá vé cho chuyến đi là 20 triệu đô la Mỹ). Hai ngày sau khi phóng, tàu vũ trụ Soyuz đã cập trạm vũ trụ quốc tế ISS và ở đó trong 8 ngày để tham gia vào các cuộc thí nghiêm về AIDS và Genome. Ngày 5 tháng 5, Shuttleworth đã trở về Trái Đất an toàn. Để chuẩn bị cho chuyến bay này, ông được huấn luyện và luyện tập trong vòng 1 năm, hết 7 tháng ở Star City, Moskva.

## Biết thêm
Biệt danh của Shuttleworth là SABDFL (Self-Appointed Benevolent Dictator for Life).
Nhờ có những đóng góp to lớn của Shuttleworth, chúng ta mới có thể yêu cầu gửi đĩa cài đặt Ubuntu và Kubuntu mà không phải tốn đồng nào.